# UFO猎人
《UFO猎人》（英語：UFO Hunters，又译《飞碟猎人》）是美国历史频道的一套高清节目电视节目，由Motion Picture Production Inc.制作，2008年1月30日开始播放，总共有三季。
乔恩·阿龙·瓦尔茨是节目的执行制片人，负责把本系列销售，而且引起历史频道和科幻频道之间爆发的播放权竞购战。